# Jeff Marchelletta

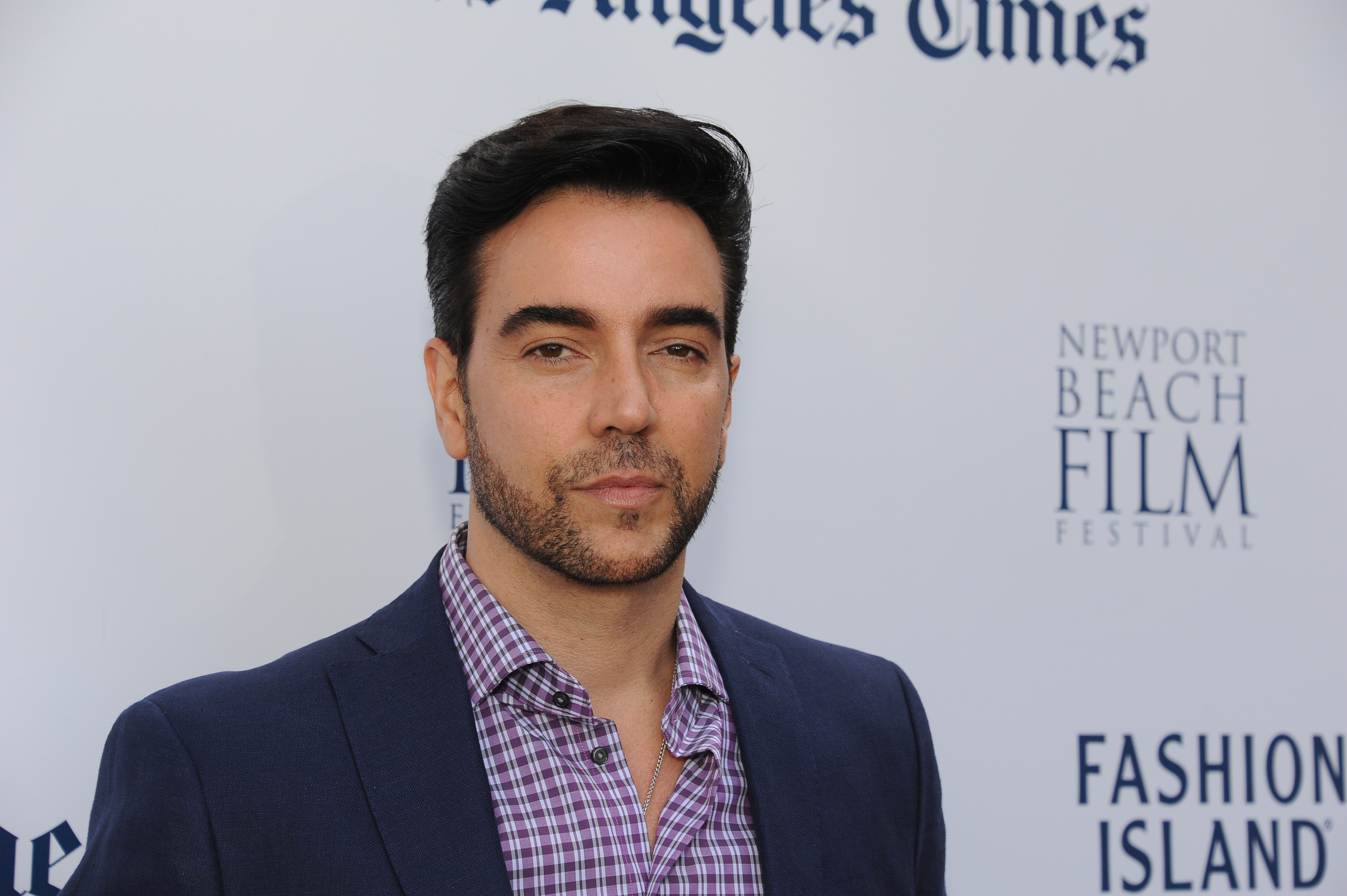
Jeff Marchelletta (2014)

Jeff Marchelletta (* 24. Februar 1967 in Oyster Bay, New York) ist ein US-amerikanischer Schauspieler, Filmproduzent und ehemaliges Model.

## Leben
Marchelletta wurde am 24. Februar 1967 in Oyster Bay auf Long Island geboren, wo er auch aufwuchs. Er studierte Fine Arts und Architektur und war Ende der 1990er Jahre als Model für den Modeschöpfer Gianni Versace tätig. Ende der 1990er Jahre begann er mit Episodenrollen in den Fernsehserien Law & Order und All My Children sowie einer Nebenrolle im Spielfilm The Best Man – Hochzeit mit Hindernissen mit dem Schauspiel. In den 2000er Jahren war er unter anderem in den Fernsehserien Nikki, New York Cops – NYPD Blue, Criminal Minds und Hannah Montana als Episodendarsteller tätig. Für seine Leistungen in Hollywood Vampyr wurde er 2002 auf dem Modesto Film Festival in der Kategorie Bester Schauspieler nominiert. 2006 produzierte er die Dokumentation Ringers: Lord of the Fans, der eine Nominierung beim Saturn Award erreichte. Größere Filmrollen übernahm er 2013 im Fernsehfilm Die verzauberte Schneekugel in der Rolle des Mr. Jenkins, 2014 in This Last Lonely Place als Cameron Kane sowie 2021 im Mockbuster Robot Apocalypse als Wissenschaftler Dr. Abel Lopez.

## Filmografie (Auswahl)

### Schauspiel
- 1998: Law & Order (Fernsehserie, Episode 9x04)
- 1998–1999: All My Children (Fernsehserie, 2 Episoden, verschiedene Rollen)
- 1999: The Best Man – Hochzeit mit Hindernissen (The Best Man)
- 2000: Courage (Fernsehserie, Episode 1x10)
- 2000: Betting the Game (Kurzfilm)
- 2001: Supersleuth (Fernsehfilm)
- 2002: Demon’s Kiss
- 2002: Nikki (Fernsehserie, Episode 2x16)
- 2002: Hollywood Vampyr
- 2003: Goth
- 2003: Mind Forest
- 2003: Exorcism
- 2003: Cuddler (Kurzfilm)
- 2003: Talk Dirty (Fernsehfilm)
- 2004: Land of the Free?
- 2004: The Good Fight
- 2004: New York Cops – NYPD Blue (NYPD Blue, Fernsehserie, Episode 12x11)
- 2005: 20 Minutes (Kurzfilm)
- 2005: Las Vegas (Fernsehserie, Episode 3x09)
- 2006: The Suicide (Kurzfilm)
- 2006: Criminal Minds (Fernsehserie, Episode 2x01)
- 2007: Out at the Wedding
- 2009: Hannah Montana (Fernsehserie, Episode 3x06)
- 2012: Ringer (Fernsehserie, Episode 1x18)
- 2012: Apart (Kurzfilm)
- 2012: Sarah Smile
- 2012: Slanted (Fernsehserie, Episode 1x05)
- 2013: Die verzauberte Schneekugel (A Snow Globe Christmas, Fernsehfilm)
- 2014: This Last Lonely Place
- 2014: Such Good People
- 2014: Drop Dead Diva (Fernsehserie, Episode 6x10)
- 2014: The Hotel Barclay (Fernsehserie, Episode 1x09)
- 2016: BoysTown (Fernsehserie, 4 Episoden)
- 2016: Church Vs. State (Kurzfilm)
- 2017: Forgotten Evil (Fernsehfilm)
- 2017: Domestic Seduction
- 2017: Sinister Minister (Fernsehfilm)
- 2017: Blindness (Kurzfilm)
- 2018: The White Orchid
- 2018: Mohawk (Fernsehserie, 3 Episoden)
- 2018: Some Kind of Wonderful (Fernsehserie, 2 Episoden)
- 2018: Union
- 2018: Duke (Kurzfilm)
- 2018: For I Have Sinned (Kurzfilm)
- 2019: The United States of Tomorrow (Kurzfilm)
- 2019: Unbelievable (Fernsehserie, Episode 1x06)
- 2020: You and the Moth (Kurzfilm)
- 2021: Robot Apocalypse
- 2021: Biased (Kurzfilm)
- 2022: 8 Days to Hell
- 2022: Roger, Espionager (Fernsehfilm)

### Produktion
- 2005: Ringers: Lord of the Fans (Dokumentation)
- 2007: Clik Honors: Elite 25 Awards (Dokumentation)
- 2009: Shooting Blue (Dokumentation)
- 2011: Without
- 2012: Slanted (Fernsehserie, Episode 1x05)
- 2013: Moving Millie (Kurzfilm)
- 2014: This Last Lonely Place
- 2014: Uncertain Terms
- 2018: The White Orchid
- 2021: Biased (Kurzfilm)